# Al-Hamidiyah
Pour les articles homonymes, voir Hamidiye.

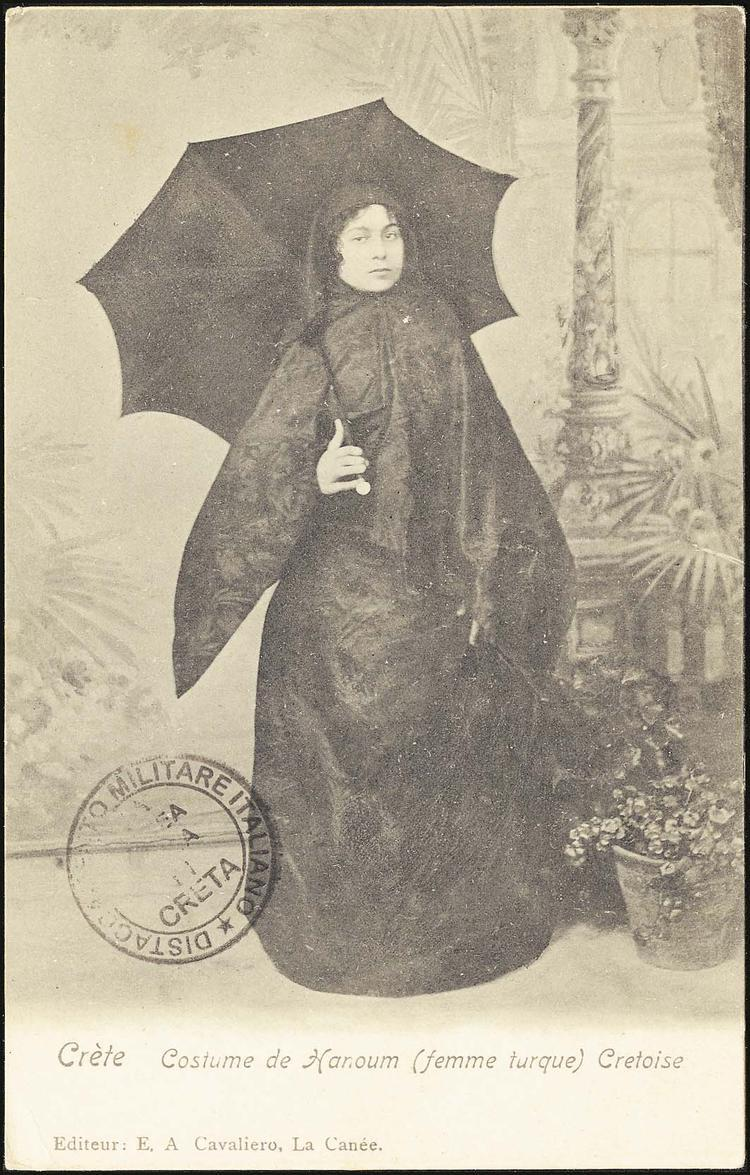
Femme turque de Crète, carte postale, vers 1897-1907

Al-Hamidiyah (الحميدية, al-Hamidiyya en arabe) est une ville de Syrie, chef-lieu d'un canton du gouvernorat de Tartous. Située sur la Méditerranée à 3 km au nord de la frontière du Liban, elle est peuplée de 7 404 habitants (2004).

## Histoire
Al-Hamidiyah tient son nom de son fondateur, le sultan ottoman Abdülhamid II, Hamid étant la forme brève pour Abdülhamid. Elle est fondée en 1897 pour servir de refuge à des musulmans de Crète ottomane chassés par la révolte crétoise de 1897-1898 qui transforme l'île en principauté autonome gouvernée par les Grecs orthodoxes. Les habitants ont souvent conservé l'usage de la langue grecque ; contrairement à d'autres muhacir (en) (réfugiés musulmans des Balkans), notamment ceux de Tripoli (Liban), ils se définissent comme « Crétois musulmans » (Kiritlar en turc) et non comme Turcs crétois (en).
Depuis 2011, la ville n'a pas été touchée par la guerre civile syrienne. Cependant, elle a reçu de nombreuses personnes déplacées en provenance d'autres provinces. Pendant l'hiver 2016-2017, elle subit des coupures d'eau temporaires, ses sources étant en partie affectées au ravitaillement de Damas. Des rumeurs non confirmées évoquent des tensions entre habitants d'origine grecque et arabe ainsi que des pillages par les Forces de défense nationale.

### Sources et bibliographie
- (en) Cet article est partiellement ou en totalité issu de l’article de Wikipédia en anglais intitulé « Al-Hamidiyah » (voir la liste des auteurs) dans sa version du 11 mars 2017.